# (5589) De Meis
(5589) De Meis est un astéroïde de la ceinture principale.

## Description
(5589) De Meis est un astéroïde de la ceinture principale.
L'astéroïde est nommé en l'honneur de l'astrophysicien italien Salvatore (Salvo) De Meis (it) (1930-2016).
Il fut découvert le 23 septembre 1990 à La Silla par Henri Debehogne. Il présente une orbite caractérisée par un demi-grand axe de 2,75 UA, une excentricité de 0,04 et une inclinaison de 2,0° par rapport à l'écliptique.

## Compléments